# Ðorđe Stratimirović
Ðorđe Stratimirović (magyar átírással Gyorgye Sztratimirovics, Újvidék, 1822. február 7. – Bécs, 1908. december 15.) az 1848–49-es szabadságharcban a szerb felkelők főparancsnoka, a főodbor elnöke, későbbi császári és királyi vezérőrnagy, országgyűlési képviselő.

## Élete
Tanulmányait bécsújhelyi Theresianum Katonai Akadémián végezte, majd 1841-ben lépett a császári hadsereg 1. (Császár) huszárezredébe. 1844-ben alhadnagyi rangban visszavonult a katonai szolgálattól és kulpini birtokán gazdálkodott.
1848. április 8-án tagja volt annak a szerb küldöttségnek, amely a pozsonyi országgyűlésen a szerbek számára külön jogokat követelt. A sikertelennek ítélt tárgyalások után visszatért a Délvidékre és ettől kezdve a szerb nemzeti mozgalom egyik szervezője lett. A május 13-a és 15-e között tartott karlócai gyűlésen a szerb főodbor (főbizottság) elnökévé választották. Az ugyanekkor megválasztott Josip Rajačić patriárka és Stevan Šupljikac szerb vajda mellett ő volt a szerb fegyveres ellenállás egyik szervezője és június közepétől ő lett a szerb felkelő hadsereg főparancsnoka. 1848. június 12-én, a karlócai ütközetben sikeresen megvédte Karlócát a péterváradi helyőrség Stein Miksa vezette csapatai ellen. Június 15-én a titeli sajkásokat rábírta a felkelésre és a titeli fegyverraktárból jelentős mennyiségű fegyvert zsákmányolt. Közreműködése következményeként a délvidéki felkelés 1848 nyarára háborúvá szélesedett. Kiss Ernő perlaszi győzelme után viszonya megromlott Rajačić patriarkával és a főodbor bizalmát is elvesztette, ezért szeptember közepén elmozdították beosztásából. A főparancsnokságot csak október elején adta át Šupljikac ezredesnek. Ezután Perczel Mór délvidéki támadásáig, 1849 áprilisáig nem vett részt a hadműveletekben. Ekkora a szerb felkelők az erősséggé kiépített titeli-fennsíkra szorultak vissza és Stratimirović itt rendkívüli biztosként működött, Knićanin vezérőrnaggyal, a szerb önkéntesek parancsnokával szervezte a fennsík védelmét. 1849 július végén mint a szerb felkelők vezetőjét, alezredessé léptették elő.
A szabadságharc bukása után alezredesi rangban visszalépett a császári hadseregbe és szolgálataiért megkapta a Lipót-rendet. 1854-ben ezredesi, 1859-ben vezérőrnagyi kinevezést kapott, majd rövidesen nyugalomba vonult. 1863-ban rangjának megtartása nélkül kilépett a császári hadseregből. 1867 után nemzetiségi programmal a nagybecskereki kerület országgyűlési képviselőjévé választották. 1872-től élete további éveit Bécsben töltötte.